# Jof di Miezegnot
Lo Jôf di Miezegnot (Poldnašnja špica in sloveno, Malborgether Mittagskofel in tedesco) è una montagna delle Alpi Giulie alta 2.087 m.

## Caratteristiche
Fu luogo di aspri combattimenti nel corso della prima guerra mondiale e vi si possono trovare diversi resti. 
Fa parte dei monti di Malborghetto.
Dalla cima si gode un  panorama specialmente sui gruppi del Jôf di Montasio, Canin e dello Jôf Fuart. Si possono inoltre vedere i monti est delle Alpi Carniche.

## Galleria d'immagini

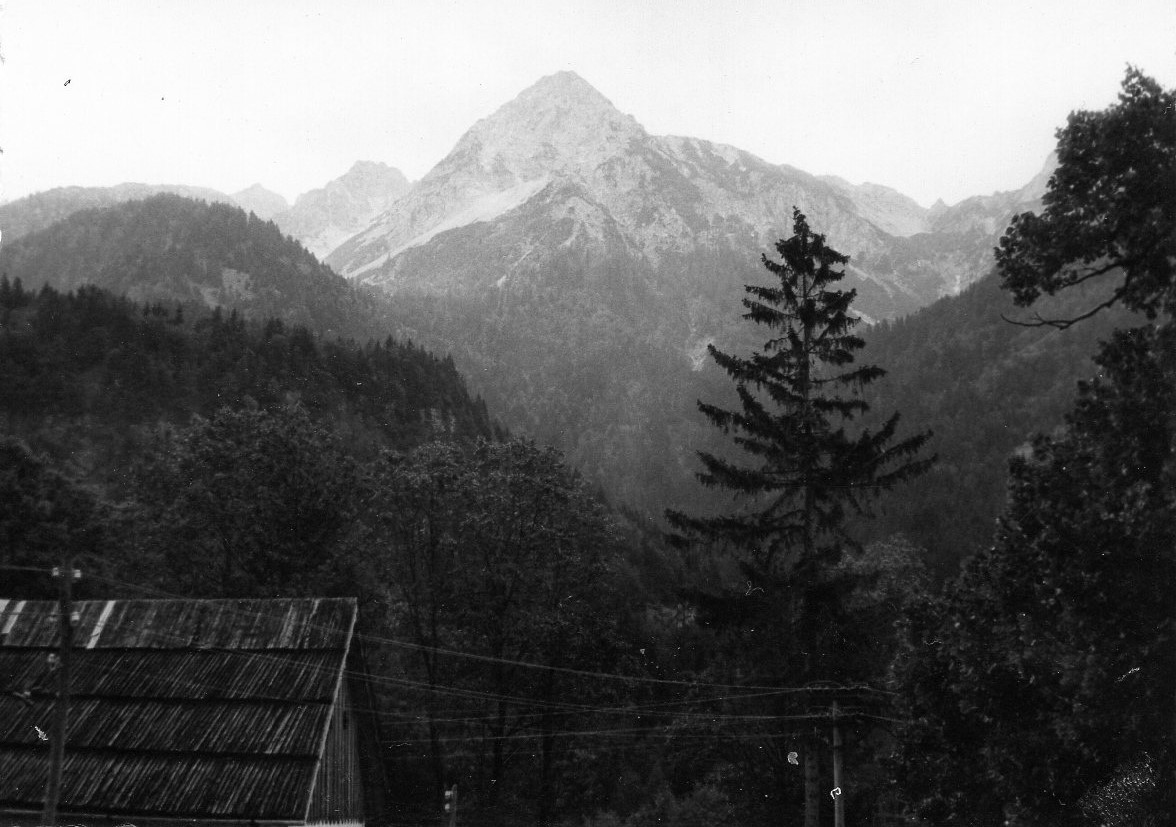
Jôf di Miezegnot visto da Malborghetto (1960)